# Салихово (Чишминский район)
Салихово (баш. Сәлих) — село в Чишминском районе Республики Башкортостан Российской Федерации. Входит в состав Алкинского сельсовета.

## География

### Географическое положение
Расстояние до:
- районного центра (Чишмы): 25 км,
- центра сельсовета (Узытамак): 9 км,
- ближайшей ж/д станции (Алкино): 10 км

## Население
| 2002 | 2009 | 2010 |
| ---- | ---- | ---- |
| 282  | →282 | ↘252 |

Национальный состав
Согласно переписи 2002 года, преобладающая национальность — татары (94 %).

## Известные уроженцы
- Сафиуллин, Халяф Гатеевич (20 марта 1921 года — 13 апреля 1965 года) — танцовщик, балетмейстер, педагог, народный артист РСФСР (1955) и БАССР (1949).